# Bartholomäus Aich
Bartholomäus Aich (incert: Uttenweiler, abans de 1648 - després de 1648), va ser un organista i compositor alemany del segle xvii.
Se'n sap molt poc de la seva vida: arribà d'Uttenweiler a Biberach i fou organista del convent a Lindau.
L'única obra que es coneix d'Aich, és la que compongué per a les noces del comte Maximilian von Willibald Waldburg-Wolfegg amb la Princesa Clara Isabel d'Arschot Arenberg, el 6 de desembre de 1648 a Lindau, el festival-dramatic Armamentarium comicum amoris et honoris, sobre un text d'autor desconegut fins al moment. La peça va ser interpretada en la celebració de les noces, el 8 de desembre de 1648 per l'escola jesuïta Lindauer.
Els Festivals llatins se sumaren a la tradició jesuïta del drama amb la monodia de la música del Barroc italià de principis dels anys i foren els primers oratoris i òperes d'estil italià a Alemanya.
En aquesta obra el contingut és de caràcter bíblic-heràldic, en què es tracta la representació al·legòrica de la reunificació de les dues famílies sota l'escut d'armes.
Aquest mena d'obres caigueren en l'oblit, però aquesta fou precisament descoberta recentment en la col·lecció musical dels ducs de Waldburg-Wolfegg, i es tornà a representar en el Schloss Wolfegg l'11 de setembre de 2005 pel Conjunt Hassler Consort, dirigida per Franz Ramler i amb la participació de John Florian i Hoyer Mehltretter.